# Jondalgatti, Shiggaon
Jondalgatti là một làng thuộc tehsil Shiggaon, huyện Haveri, bang Karnataka, Ấn Độ.